# VRIO
VRIO是一個業務分析框架，構成公司更大战略计划的一部分，1991年由傑伊·B·巴尼所提出。任何公司的基本策略過程都是從願景聲明開始，然後通過目標、內部和外部分析、战略選擇（業務層面和公司層面）以及战略實施繼續進行的基本战略流程。VRIO屬於這些程序的內部分析步驟，但無論它屬於战略模型的哪種問題框架，幾乎都被用作評估公司資源和能力。VRIO是經濟價值（Value）、稀有性（Rarity）、不可模仿性（Inimitability）以及組織（Organization）四種問題框架的首字母縮寫，確定其競爭潛力的資源或能力。